# جولي كوكر
جولي كوكر (بالإنجليزية: Julie Coker)‏ هي مغنية وصحفية نيجيرية، ولدت في 1939.